# Valencia de Don Juan
Valencia de Don Juan es un municipio y ciudad española de la provincia de León, en la comunidad autónoma de Castilla y León. Está situado entre la vega del río Esla y los Oteros y cuenta con una población de 5094 habitantes (INE 2024). Forman parte del municipio las localidades de Valencia de Don Juan y Cabañas.

## Toponimia
Valencia de Don Juan se denominó Comeniaca y Castrum Covianca en época romana. En la Alta Edad Media aparece como Cives Quoianka y Coyanza o Coyança (tal y como aparece en el escudo actual, además de ser evocado en el gentilicio coyantino), nombre que perduró hasta el siglo XIII en que se cambia (supuestamente por resultar malsonante) por Valencia, primero Valencia de León o Valencia de Campos y finalmente Valencia de Don Juan nombre en honor al infante Juan de Portugal, hijo del rey lusitano Pedro I y de Inés de Castro, primer duque de la villa.

## Geografía
La ciudad de Valencia de Don Juan se encuentra en un cerro junto al río Esla, a 765 m s. n. m. (la ribera del Esla se encuentra a 746 m s. n. m.), en la zona sur de la provincia de León.
Las localidades limítrofes con Valencia de Don Juan son:
| Noroeste: Villamañán y Fresno de la Vega                    | Norte: Fresno de la Vega y Pajares de los Oteros | Noreste: Pajares de los Oteros |
| Oeste: San Millán de los Caballeros y Villademor de la Vega |                                                  | Este: Villabraz                |
| Suroeste Toral de los Guzmanes                              | Sur: Villaornate y Castro                        | Sureste: Villabraz             |

### Orografía
Con la salvedad del cerro junto al río Esla sobre el que se asienta la ciudad, el municipio se caracteriza por lo suave de su relieve. A una altitud de 765 m s. n. m. (la ribera del Esla se encuentra a 746 msmn), el municipio no cuenta con elementos orográficos destacables más allá del cerro, cuya pendiente sobre el río se encuentra plagada de una serie de cárcavas. En el término municipal se encuentran los vértices geodésicos de la Parva, a una altitud de 934 m s. n. m., de Reina a una altitud de 900 metros, de La Carrera y de Trasderrey, a 867 metros.

### Hidrografía

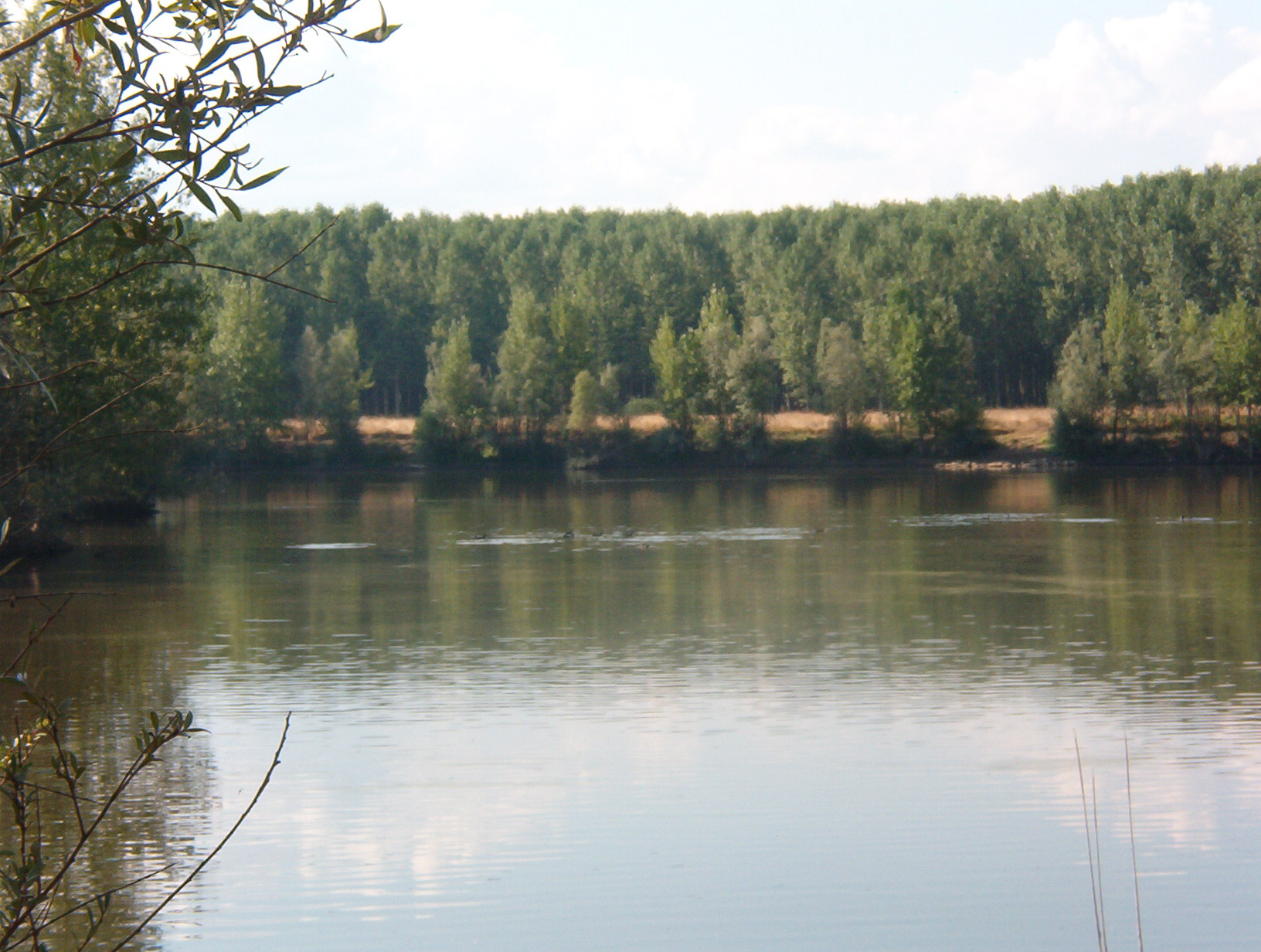
El río Esla bordea la ciudad

El río que discurre por la localidad es el Esla, el antiguo Astura siendo este el principal río de la provincia de León y de los afluentes del Duero.
Desde épocas remotas del Esla se extrajeron cauces artificiales para regar las vegas y mover molinos harineros. Entre ellos destacan:
- Cauce de los Molinos de Valencia de Don Juan (siglo XVI)[10]

- Presa de San Marcos (siglo XVI)
- Canal del Esla (siglo XIX)

### Clima
El clima de Valencia de Don Juan, es un clima de tipo Mediterráneo-Continentalizado con veranos calurosos e inviernos muy fríos con varios días al año de heladas, pudiendo haber algún día al año con nevadas aunque estas no son muy frecuentes.

## Historia
Los orígenes de la localidad se encuentran en un asentamiento que tuvo lugar en el emplazamiento que actualmente ocupan las ruinas del castillo, el jardín de los patos y el colegio, patios y huerta de los Padres Agustinos. Dicho solar ha permanecido con ocupación humana hasta la actualidad, durante unos 3250 años.

### Prehistoria
El lugar donde hoy se emplaza Valencia de Don Juan está ocupado al menos desde la Edad del Bronce, según atestiguaron las excavaciones arqueológicas realizadas entre 1987-88 en el acceso al castillo medieval.
Edad del Bronce
En el sector F-5 (foso del castillo) de las excavaciones arqueológicas realizadas entre 1987 y 1988 se documentaron cerámicas excisas e impresas de la Edad del Bronce Final.
Otro hallazgo de enorme interés fue el de una gran punta de bronce en el lecho del río Esla junto al puente de Valencia de Don Juan, descubierta durante el dragado realizado en 2005. Se trata de una pieza relacionada con el Bronce Final Atlántico.
Primera Edad del Hierro
En Valencia de Don Juan existió un importante asentamiento en la Primera Edad de Hierro. Las evidencias arqueológicas de este periodo corresponden a cerámicas de la facies Soto de Medinilla aparecidas en cenizales bajo el foso del castillo excavado en 1984. También se recuperó entonces la pieza de hierro más antigua de la provincia de León (¿cuchillo?), que puede contemplarse en el Museo de León.
Más recientemente (2008), en un solar ubicado en la plaza de Santo Domingo, junto al castillo y convento de los Agustinos, también se comenzó a construir un edificio sin seguimiento arqueológico (a pesar de que la zona quedó protegida en el PGOU de 2007). Gracias a una nueva denuncia por parte de un vecino se logró la paralización de la obra y la realización de excavaciones arqueológicas, lo que posibilitó que apareciesen importantes restos de época Moderna, Medieval, Romana y Prehistórica. Entre los últimos destaca una entrada a un recinto fortificado datado en el siglo VIII a. C. A pesar de la importancia de los últimos hallazgos, ni el Ayuntamiento ni la Junta modificaron la licencia constructiva (para posibilitar que en la parte inferior se conservasen in situ los restos arqueológicos) y la muralla de la Primera Edad de Hierro fue destruida para construir las viviendas.
Segunda Edad del Hierro
Las prospecciones de Alonso Ponga así como las excavaciones de 1987-88 pusieron en evidencia la existencia de una importante ocupación del solar coyantino, especialmente en época Vaccea. Las evidencias arqueológicas van desde la numerosa cerámica pintada (líneas, círculos concéntricos...) hasta los moldes para realizar objetos con bronce fundido.
Inicialmente se pensó que el oppidum coyantino ocuparía la zona del castillo, el parque de los Patos, la iglesia de Ntra. Sra. del Castillo Viejo y el convento de los Padres Agustinos. Sin embargo, la urbanización en 1999 de una zona conocida por el nombre de La Muela, ubicada en otro altozano separado del anterior por una antigua cárcava (hoy avenida de Asturias), deparó la aparición de nuevos vestigios de la Segunda Edad del Hierro, entre los cuales y tras la paralización de las obras -previa denuncia- se pudieron documentar las primeras estructuras constructivas conocidas en Valencia de Don Juan hasta ese momento: empedrados (calles), hoyos y cimentaciones de cabañas circulares.

### Edad Antigua
Época romana
Valencia de Don Juan tuvo ocupación durante época romana, lo cual queda atestiguado por la aparición de varias lápidas con epigrafía latina, un posible miliario e incluso restos de una muralla así calificada por Federico Wattenberg.
El poblamiento romano del lugar destacó en época tardorromana cuando fue conocida como Coviacense Castrum. De este periodo son innumerables los restos arqueológicos que han aparecido en Valencia de Don Juan y que hoy se encuentran depositados en el Museo de León, entre los cuales destaca parte de un bocado de caballo, en bronce.
Época visigótica
La caída del Imperio romano se produce en Hispania con la penetración de los pueblos germánicos en el año 409, cayendo en dominio de los suevos el Castro Coviacense.
En el año 457 el rey godo Teodorico II atacó a los suevos del noroeste hispano, y sólo resistió a su avance militar el Castrum Coviacense después de un agotador y largo combate (Hidacio).

### Edad Media
Almanzor

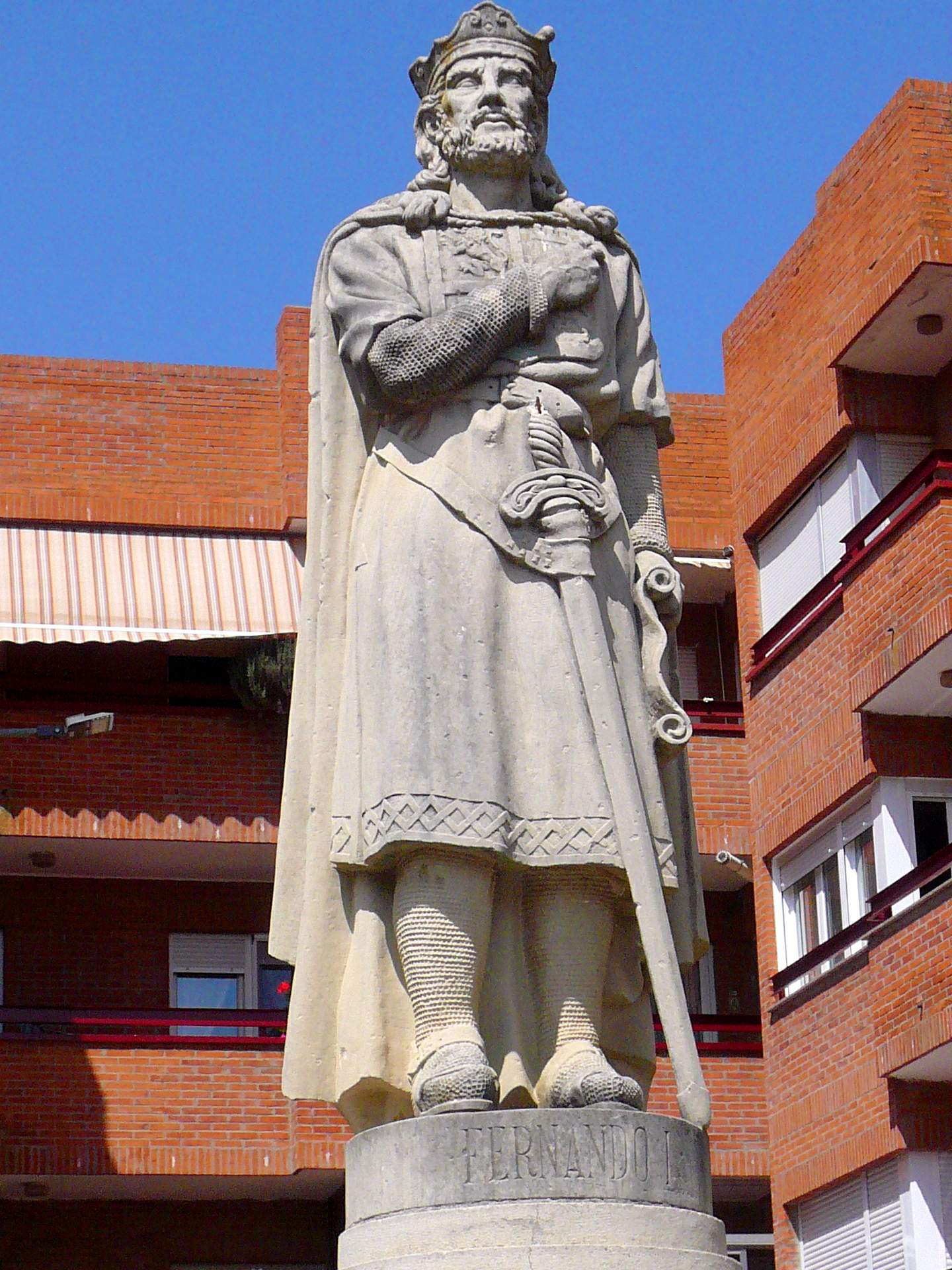
Monumento a Fernando I que conmemora la celebración del Concilio de Coyanza

La amurallada Coyanza, que había resistido el asedio de los godos en el siglo V, no pudo hacer lo mismo ante el ataque del caudillo árabe Almanzor en el año 996.
Concilio de Coyanza (1055)
El municipio fue sede del Concilio de Coyanza, convocado por el rey Fernando I y que estableció reglas de convivencia y religiosas para los súbditos de los reinos. Entre ellas cabe resaltar la acogida del rito romano, abandonando el rito visigótico establecido desde los primeros momentos por los reyes de Asturias, y subordinando así las diócesis de aquella primaria España a la autoridad papal.
Señorío, condado y ducado de Valencia
- Señorío de Valencia de Campos
- Condado de Valencia de Don Juan
- Ducado de Valencia de Campos

### Edad Moderna
El título de condes de Valencia de Don Juan se integra en el ducado de Nájera.
En el siglo XVI el coyantino Alonso Arias de Villasinda fundó en Venezuela la ciudad de Nueva Valencia del Rey, con el nombre de su ciudad natal, siendo hoy una de las urbes más pobladas de dicho país.
Otro ilustre coyantino del siglo XVI es fray Martín de Valencia, que en 1524 arribó a la Nueva España. Encabezaba el primer grupo de religiosos que habrán de evangelizar sistemáticamente el centro de México y extenderán su acción hacia Guatemala.

### Edad Contemporánea
Siglo XIX

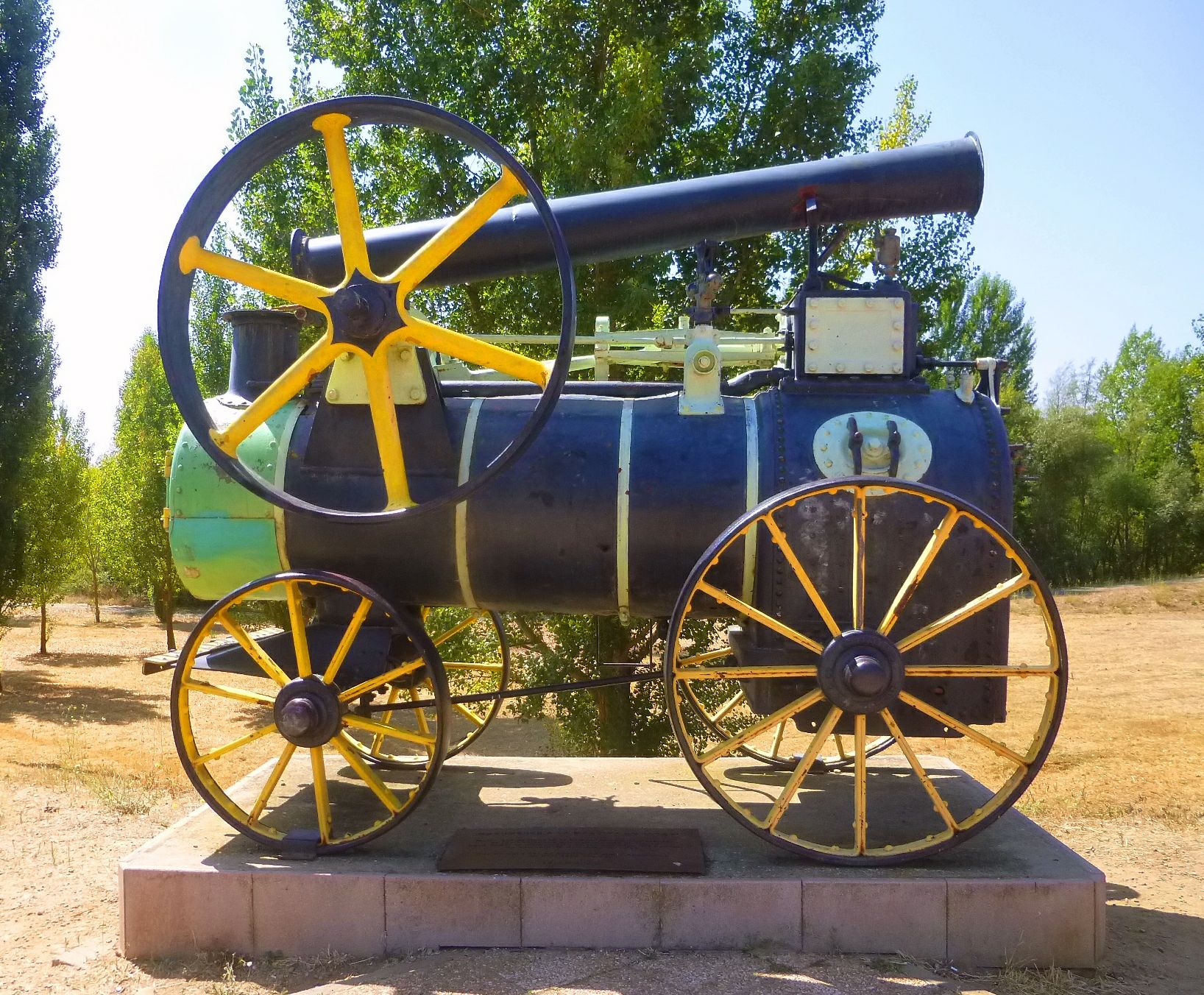
Locomotora de vapor en el Camino del Vergel.

En el siglo XIX Valencia de Don Juan se convierte en cabeza de distrito electoral y de partido judicial.
Entre los diputados nacionales elegidos en el distrito coyantino destacaron:
- José Ordax Avecilla
- Demetrio Alonso Castrillo

Siglo XX

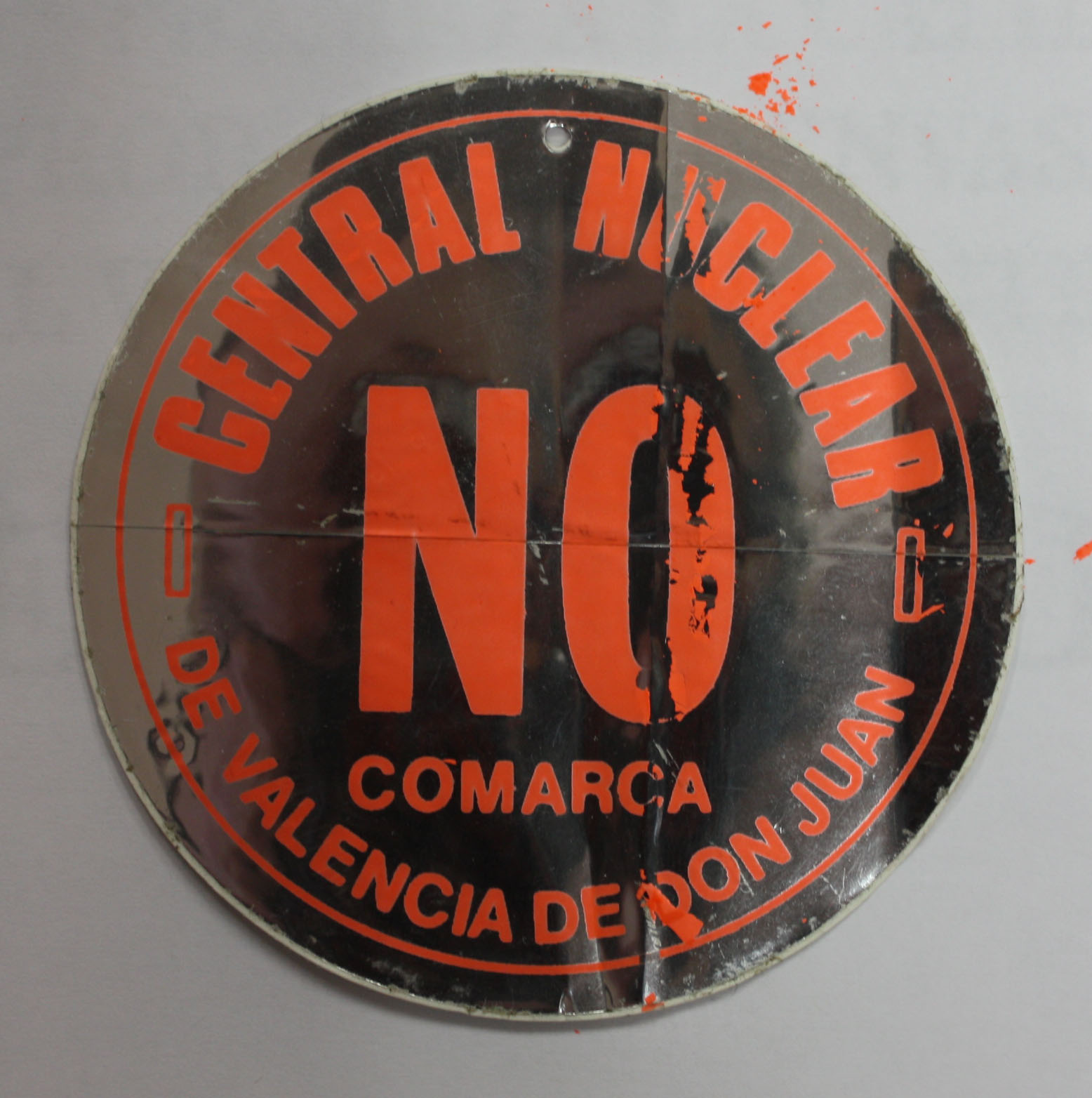
Pegatina que recuerda la lucha contra la instalación de una Central Nuclear en 1975

En el siglo XX se producen importantes mejoras en la localidad, al construirse un nuevo puente sobre el río Esla o la línea ferroviaria de vía estrecha entre Medina de Rioseco y Palanquinos.
En la Segunda República el coyantino Manuel Sáenz de Miera Millán fue elegido diputado a Cortes en 1933, siendo representante del partido agrario.
Durante el franquismo en 1943 la Diputación provincial elige mayoritariamente a su alcalde Luis Alonso González para el cargo de procurador en Cortes en la I Legislatura de las Cortes Españolas (1943-1946), representando a los municipios de esta provincia
En 1950 se otorgó a Valencia de Don Juan título de ciudad.
En mayo de 1975 la intención de instalar la central nuclear de Páramo en el término municipal de Valencia de Don Juan desató una fuerte contestación por parte del vecindario de la localidad y poblaciones limítrofes, con manifestaciones multitudinarias que pusieron en jaque a las férreas autoridades franquistas que incluso llegaron a aporrear y detener al alcalde José Mª Alonso Alcón y a varios ciudadanos coyantinos. La oposición fue tal que el proyecto no fue materializado.
Siglo XXI
Valencia de Don Juan ha entrado en la nueva centuria consolidándose como localidad principal del sureste leonés, superando por primera vez en su historia la cifra de 5000 habitantes (año 2009).

## Demografía
Cuenta con una población de 5094 habitantes (INE 2024). La evolución demográfica de la ciudad durante la última década ha sido positiva, haciendo que la población de la ciudad se haya disparado de los 3826 habitantes de 1996 a los 5204 habitantes de 2014, que es la cifra más alta en la historia de la ciudad. La población se distribuye entre los dos núcleos de población del municipio, que son Valencia de Don Juan con la mayoría de habitantes y Cabañas con una treintena.
Evolución demográfica
| Gráfica de evolución demográfica de Valencia de Don Juan entre 1842 y 2021                                            |
| |
| Población de derecho según los censos de población del INE. Población de hecho según los censos de población del INE. |

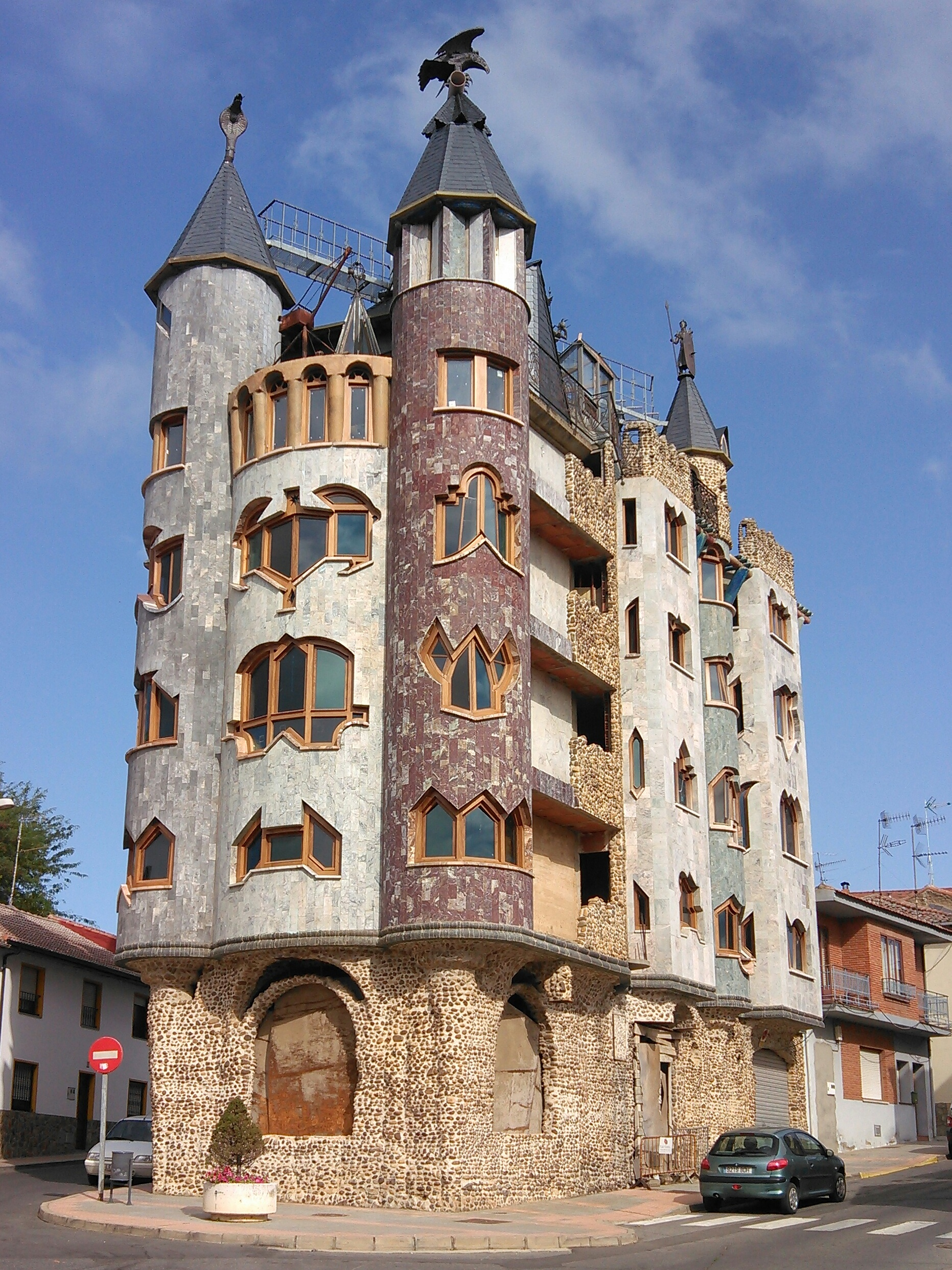
El aumento de población de los últimos años ha implicado un incremento en altura de las nuevas edificaciones. En la imagen el inacabado edificio Centinela

El comportamiento de la población de Valencia de don Juan durante el siglo XX fue positivo hasta la década de 1950, a partir de la cual se ve afectada, al igual que muchas de las cabeceras comarcales, por la despoblación del medio rural. Esta decadencia perdurará hasta finales del siglo XX, cuando la tendencia se invierte y Valencia de don Juan comienza a recuperar habitantes, siendo esta tendencia mucho más intensa a partir de 2003. Este aumento poblacional de Valencia de don Juan se debe en gran medida a la prosperidad de su sector industrial, de gran crecimiento y diversificación y al volumen creciente de turistas que visita la ciudad cada verano, mayoritariamente desde Asturias. El crecimiento poblacional de la ciudad se ha focalizado sobre todo en un aumento de la densidad del casco urbano, que ha concentrado la mayor parte del crecimiento del parque de viviendas de la ciudad coyantina, ya que la urbanización Valjunco, ubicada a las afueras, se dedica en su gran mayoría a segundas residencias de los turistas que visitan la ciudad cada verano.
Distribución de la población
Las entidades de población que componen el término municipal de Valencia de Don Juan son las siguientes:
| Entidad de Población                            | Coordenadas                               | Población (2024) | Mapa                                                  |
| ----------------------------------------------- | ----------------------------------------- | ---------------- | ----------------------------------------------------- |
| Valencia de Don Juan                            | 42°17′38″N 5°31′11″O / 42.29389, -5.51972 | 5128             | \| Valencia de Don Juan Cabañas Valjunco El Tesoro \| |
| Cabañas                                         | 42°18′59″N 5°31′58″O / 42.31639, -5.53278 | 31               | \| Valencia de Don Juan Cabañas Valjunco El Tesoro \| |
| Total                                           |                                           | 5159             | \| Valencia de Don Juan Cabañas Valjunco El Tesoro \| |
| Fuente: INE y Google Earth                      |                                           |                  | \| Valencia de Don Juan Cabañas Valjunco El Tesoro \| |
| Valencia de Don Juan Cabañas Valjunco El Tesoro |                                           |                  |                                                       |

Movimiento migratorio
El colectivo inmigrante durante 2008 en la ciudad de Valencia de Don Juan se cifró en 418 personas, entre los que destacan los procedentes de Europa, con 323 personas del total. Por países, los más numerosos son los de nacionalidad búlgara, integrando este colectivo 258 personas, portuguesa con 37 censados y los procedentes de Marruecos con 32, el resto de inmigrantes se reparte entre varias nacionalidades de todos los continentes.

## Economía

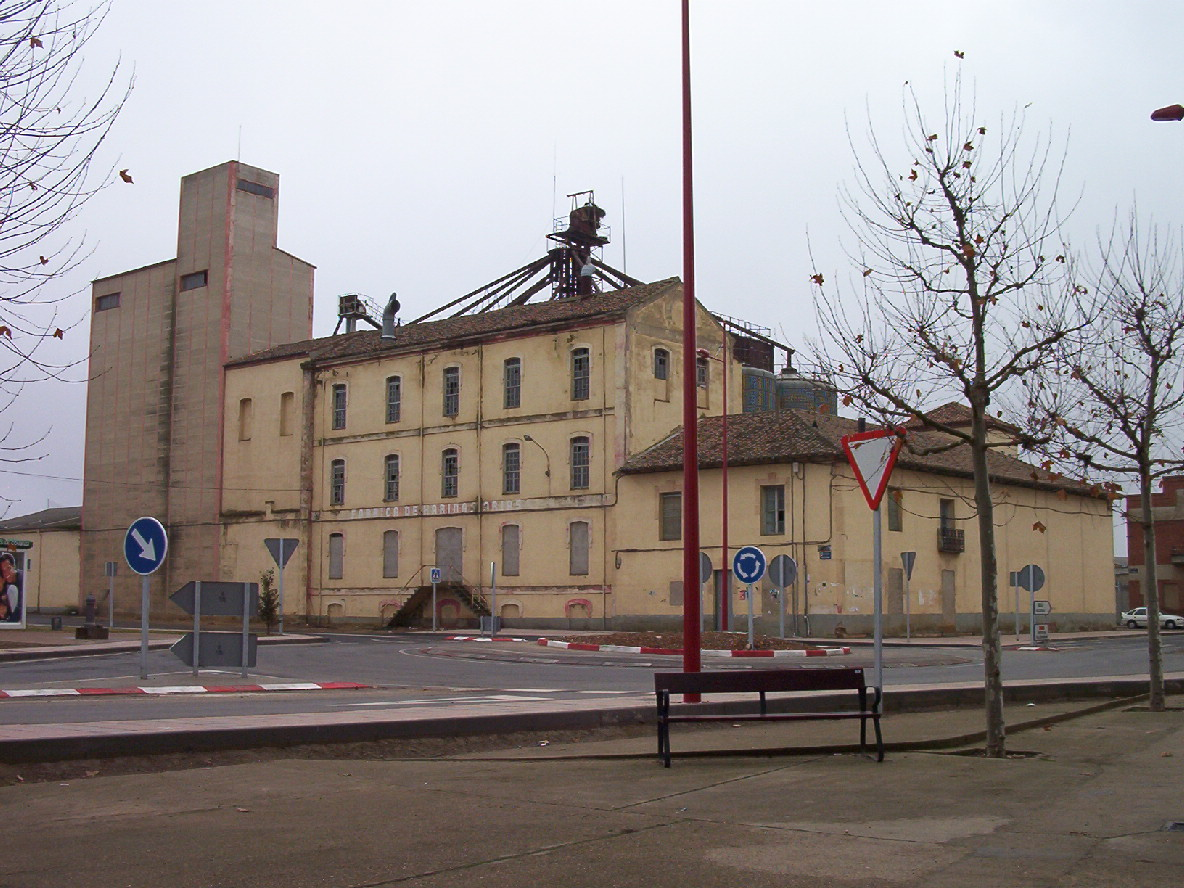
La industria harinera fue una de las más destacadas durante el. En la imagen, fábrica de harinas Arias-Ortiz

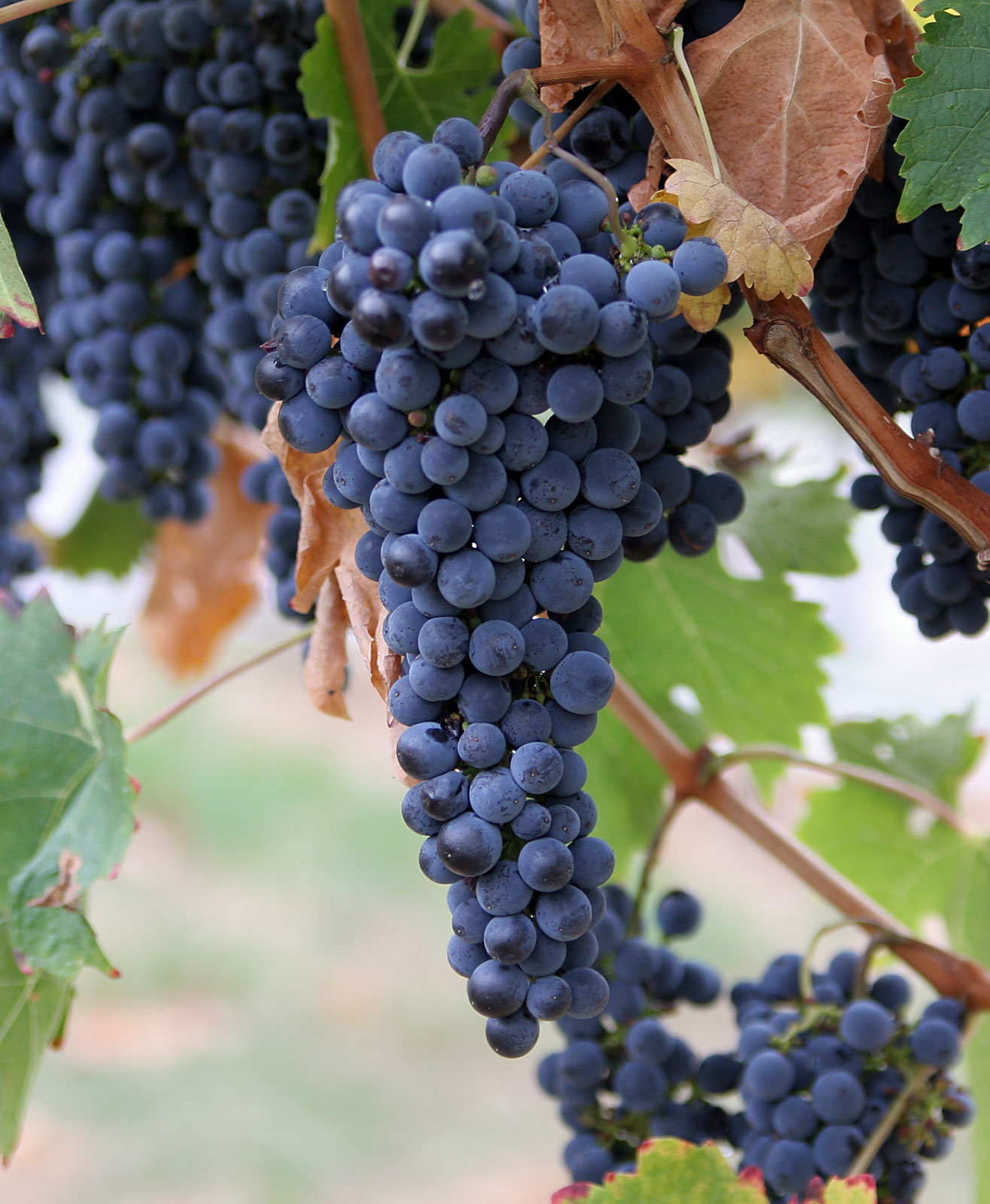
La zona produce un excelente vino elaborado a partir de la uva autóctona Prieto Picudo

Valencia de Don Juan tiene una economía basada en una industria de cierta relevancia y en su papel de centro de servicios de un amplía área que supera ya los límites de su comarca. El turismo es el otro gran sector en el que se basa la economía coyantina.
El sector primario coyantino, otrora principal medio de vida de la población, se encuentra hoy rebajado a ser un sector casi testimonial en la economía de Valencia de Don Juan. Como en tantos otros municipios leoneses, la agricultura presente en el municipio se puede clasificar en secano y regadío. La zona de secano, predominante, es dedicada a la plantación de cultivos cerealistas mayoritariamente; la zona de regadío es usada para un mayor número de tipos de cultivo, predominando el maíz sobre todo lo demás. La ganadería, por la pobreza de los suelos y el crecimiento urbano, se encuentra muy reducida y solo es destacable la cabaña ovina, aunque de los hasta 20 rebaños que llegaron a afincarse en la población sólo quedan cuatro.
Con la reciente creación de la Denominación de Origen Tierras de León, el sector vitivinícola está teniendo cierto crecimiento, que si bien todavía no se deja notar en el municipio de Valencia, sí que lo hace en municipios circundantes como Pajares de los Oteros. La sede de dicha denominación se encuentra en Valencia de Don Juan.
El sector secundario de la ciudad es en gran medida sobre lo que apoya su estructura económica y tejido social, pues este sector representa un 32,5 % del empleo total de Valencia de Don Juan. La industria coyantina tiene como máximo referente a Ceranor, empresa del sector cerámico que actualmente se ocupa de producir ladrillos y que en un futuro, tras prácticamente duplicar su plantilla, con 180 trabajadores más, e instalaciones, producirá tejas, ladrillos y azulejos. Otras empresas importantes en el municipio son Garnica Plywood, del sector maderero y abastecida por las grandes plantaciones de chopos de la ribera del Esla y Composites, dedicada al sector eólico.
Debido a la gran demanda de suelo industrial en las inmediaciones de la ciudad, el ayuntamiento de Valencia de Don Juan ha planificado la urbanización de 400 000 m² más de suelo industrial en el polígono El Tesoro de la localidad. La extensión de suelo planificado contrasta con la extensión actualmente existente, que ronda los 140 000 m². Conjuntamente a la promoción de más suelo industrial urbanizado, la ciudad sigue viendo llegar nuevas empresas con un gran volumen de empleos, como Cantos Blancos, que tiene previsto emplear a 200 trabajadores y cuya fábrica ya se encuentra en obras en la carretera de Villafer.
El sector servicios coyantino está fuertemente influido por la condición de centro de servicios de la comarca de la ciudad. De este modo, existen un número de comercios mayor al que corresponderían a una localidad como Valencia de Don Juan, localizados en su mayoría en las cercanías de la calle mayor y de la plaza mayor. Se da la peculiaridad también de que existe un gran número de establecimientos que reducen su actividad a los meses de verano y puentes festivos, esto se debe al aluvión de personas, que provenientes en su mayoría de Asturias, vienen a la ciudad coyantina a pasar el verano, triplicando la población según el ayuntamiento.

## Comunicaciones
Carretera
Estas son las carreteras que pasan por el municipio de Valencia de Don Juan:
| Identificador | Denominación                                                             | Itinerario                                                                            | Longitud (km) |
| ------------- | ------------------------------------------------------------------------ | ------------------------------------------------------------------------------------- | ------------- |
| CL-621        | Corredor del Páramo                                                      | Hospital de Órbigo - Santa María del Páramo - Valencia de Don Juan - Mayorga (N-601)  | 61,6          |
| LE-510        | Carretera de Valencia de Don Juan (CL-621) a L.P. Zamora por Villafer    | Valencia de Don Juan - Villaornate - Villafer                                         | 31,7          |
| LE-512        | Carretera de Mansilla de las Mulas (N-601) a L.P. de Zamora por Valderas | Mansilla de las Mulas - Palanquinos - Valencia de Don Juan - Valderas                 | 58,8          |
| LE-521        | Carretera de Matallana de Valmadrigal a Valencia de Don Juan             | Matallana de Valmadrigal - Matadeón de los Oteros - Valencia de Don Juan              | 17,3          |
| LE-522        | Carretera de Santas Martas a Valencia de Don Juan                        | Santas Martas - Pajares de los Oteros - Gusendos de los Oteros - Valencia de Don Juan | 23,5          |

Además cerca del término municipal coyantino pasan las siguientes autovías: Ruta de la Plata ( A-66 ), Valladolid-León ( A-60 ) y Camino de Santiago ( A-231 ).
Transporte aéreo
El aeropuerto de León, que entró en servicio en 1999, es el aeropuerto más cercano, encontrándose a 38 kilómetros de Valencia de Don Juan.
El Aeródromo Los Oteros, inaugurado en 2015, es privado y se encuentra a 4 km, en el municipio de Pajares de los Oteros.

## Administración y política
Alcaldes
| Periodo   | Nombre                                           | Partido |
| --------- | ------------------------------------------------ | ------- |
| 1979-1983 | Alberto Pérez Ruiz                               | PSOE    |

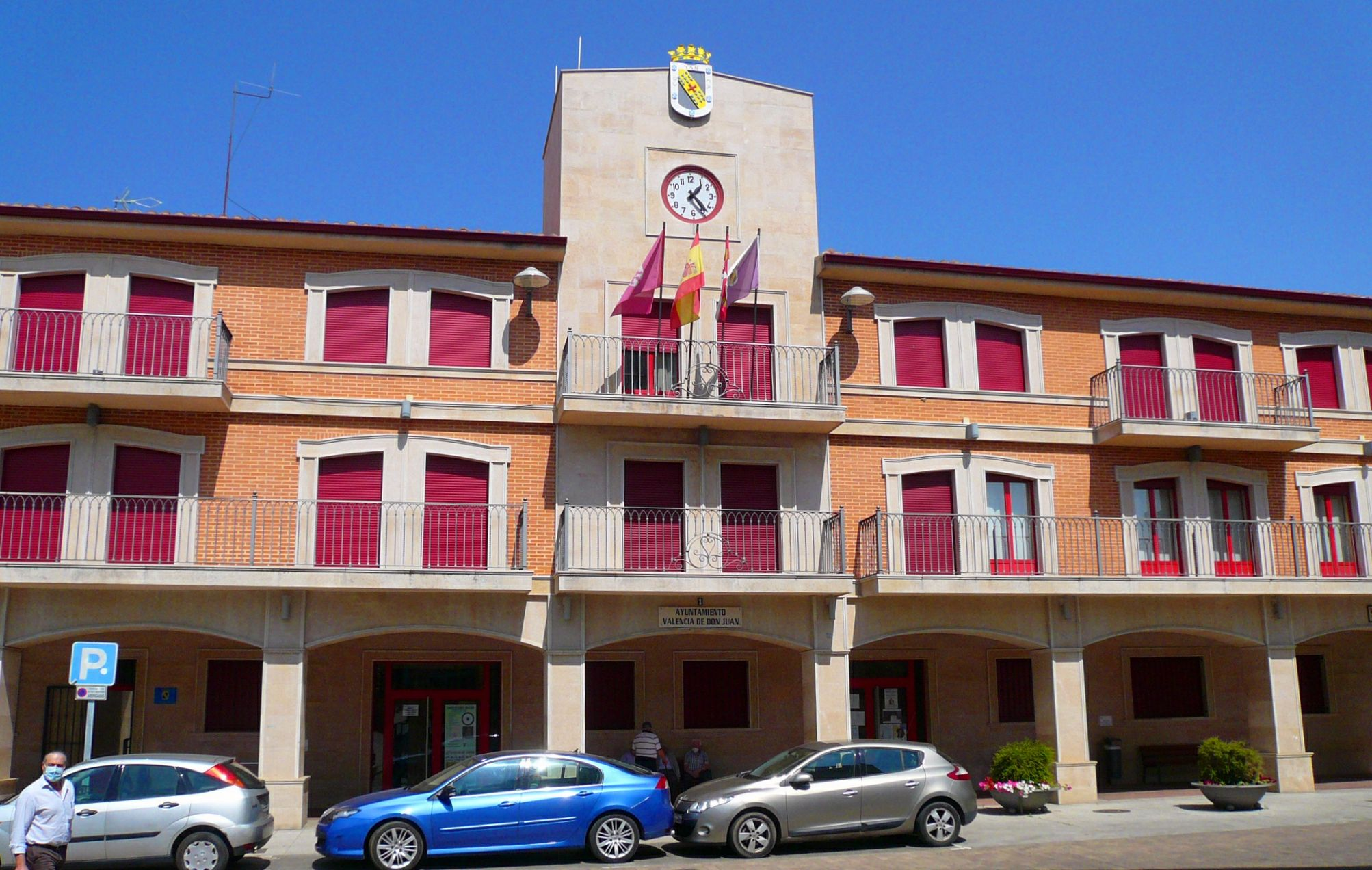
Casa consistorial, en la plaza Mayor

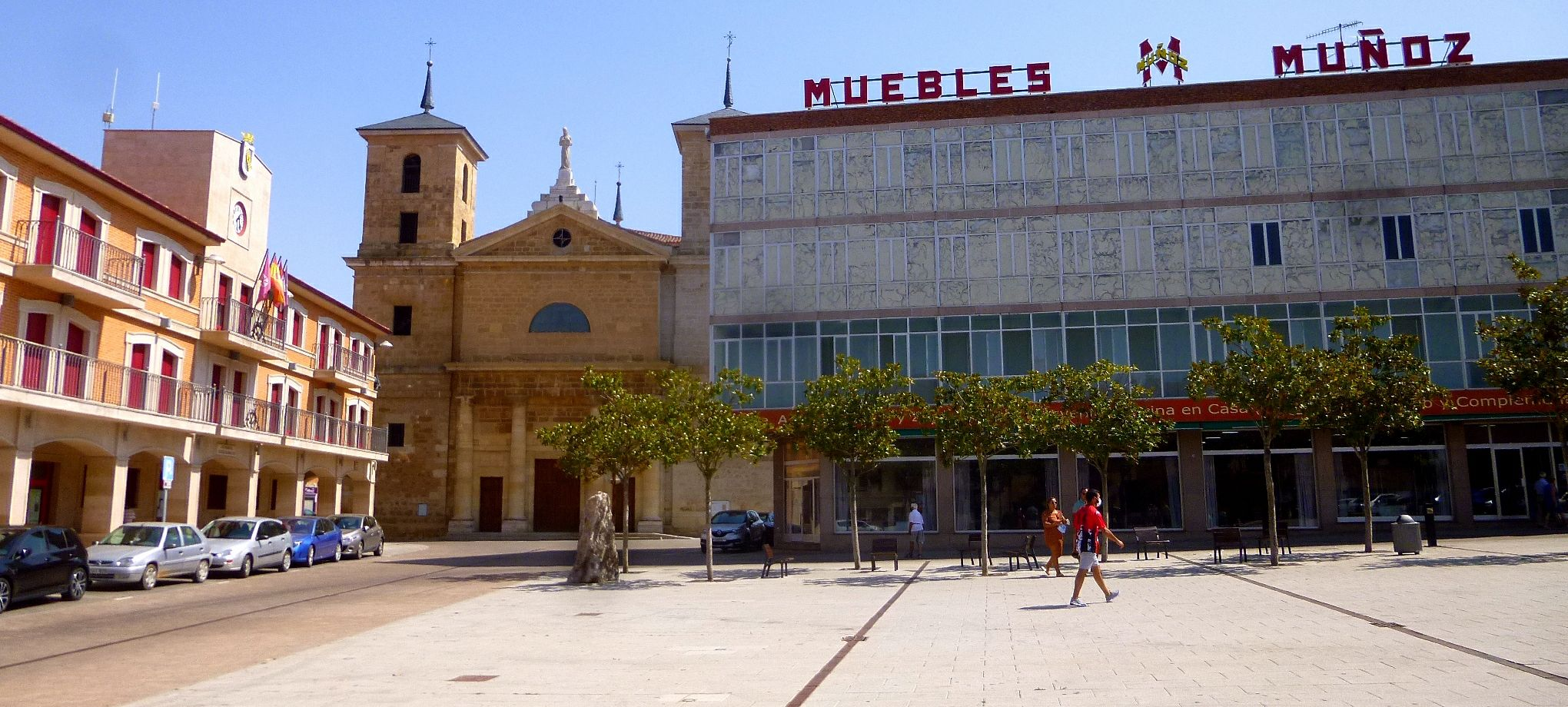
Plaza Mayor, Iglesia de San Pedro y Casa Consistorial

| 1983-1987 | Alberto Pérez Ruiz e Indalecio Pérez González    | PSOE    |
| 1987-1991 | Indalecio Pérez González                         | PSOE    |
| 1991-1995 | Alberto Pérez Ruiz                               | PSOE    |
| 1995-1999 | Juan Martínez Majo                               | PP      |
| 1999-2003 | Juan Martínez Majo                               | PP      |
| 2003-2007 | Juan Martínez Majo                               | PP      |
| 2007-2011 | Juan Martínez Majo                               | PP      |
| 2011-2015 | Juan Martínez Majo                               | PP      |
| 2015-2019 | Juan Martínez Majo                               | PP      |
| 2019-2023 | Juan Pablo Regadera                              | PSOE    |
| 2023-act. | Ricardo Barrientos Gallego José Jiménez Martínez | UPL PP  |

Elecciones municipales
| Partido político                                                     | 2023  | 2023  | 2023       | 2019       | 2015       | 2011       | 2007       | 2003       | 1999       | 1995       | 1991       | 1987       | 1983       | 1979       |
| Partido político                                                     | Votos | %     | Concejales | Concejales | Concejales | Concejales | Concejales | Concejales | Concejales | Concejales | Concejales | Concejales | Concejales | Concejales |
| Coalición Democrática (CD)-Alianza Popular (AP)-Partido Popular (PP) | 926   | 33,98 | 5          | 6          | 7          | 7          | 7          | 6          | 6          | 5          | 4          | 4          | 4a         | 1          |
| Partido Socialista Obrero Español (PSOE)                             | 1105  | 40,55 | 6          | 7          | 5          | 5          | 4          | 4          | 4          | 5          | 6          | 5          | 7          | 6          |
| Unión de Centro Democrático (UCD)-Centro Democrático y Social (CDS)  |       |       |            |            |            |            |            |            |            |            | 1          | 1          |            | 4          |
| Unión del Pueblo Leonés (UPL)                                        | 510   | 18,72 | 2          |            |            | 0          | 0          | 1          | 1          |            |            | 1b         |            |            |
| Partido Regionalista del País Leonés (PREPAL)                        |       |       |            |            |            |            |            |            |            |            |            |            | 0          |            |
| Izquierda Unida (IU)                                                 |       |       |            |            |            |            |            |            |            | 0          | 0          | 0          |            |            |
| Unión Progresista Independiente (UPI)                                |       |       |            |            |            |            |            |            |            |            | 0          |            |            |            |
| Agrupación de electores Independientes Coyantinos (AINCO)            |       |       |            |            |            |            |            |            |            | 1          |            |            |            |            |
| Movimiento Alternativo Social (MASS)                                 |       |       |            |            |            | 1          |            |            |            |            |            |            |            |            |
| Partido Autonomista Leonés - Unidad Leonesista (PAL-UL)              |       |       |            |            |            | 0          |            |            |            |            |            |            |            |            |
| Ciudadanos-Partido de la Ciudadanía (Cs)                             |       |       |            | 0          | 1          |            |            |            |            |            |            |            |            |            |
| Ciudadadanos por Valencia de Don Juan                                |       |       |            |            | 0          |            |            |            |            |            |            |            |            |            |
| Vox                                                                  | 135   | 4,95  | 0          | 0          |            |            |            |            |            |            |            |            |            |            |
| Total                                                                | 2676  | 100   | 13         | 13         | 13         | 13         | 11         | 11         | 11         | 11         | 11         | 11         | 11         | 11         |

a Los resultados corresponden a los de Coalición Popular.

b Los resultados corresponden a los de Unión Leonesista (UNLE).

## Educación

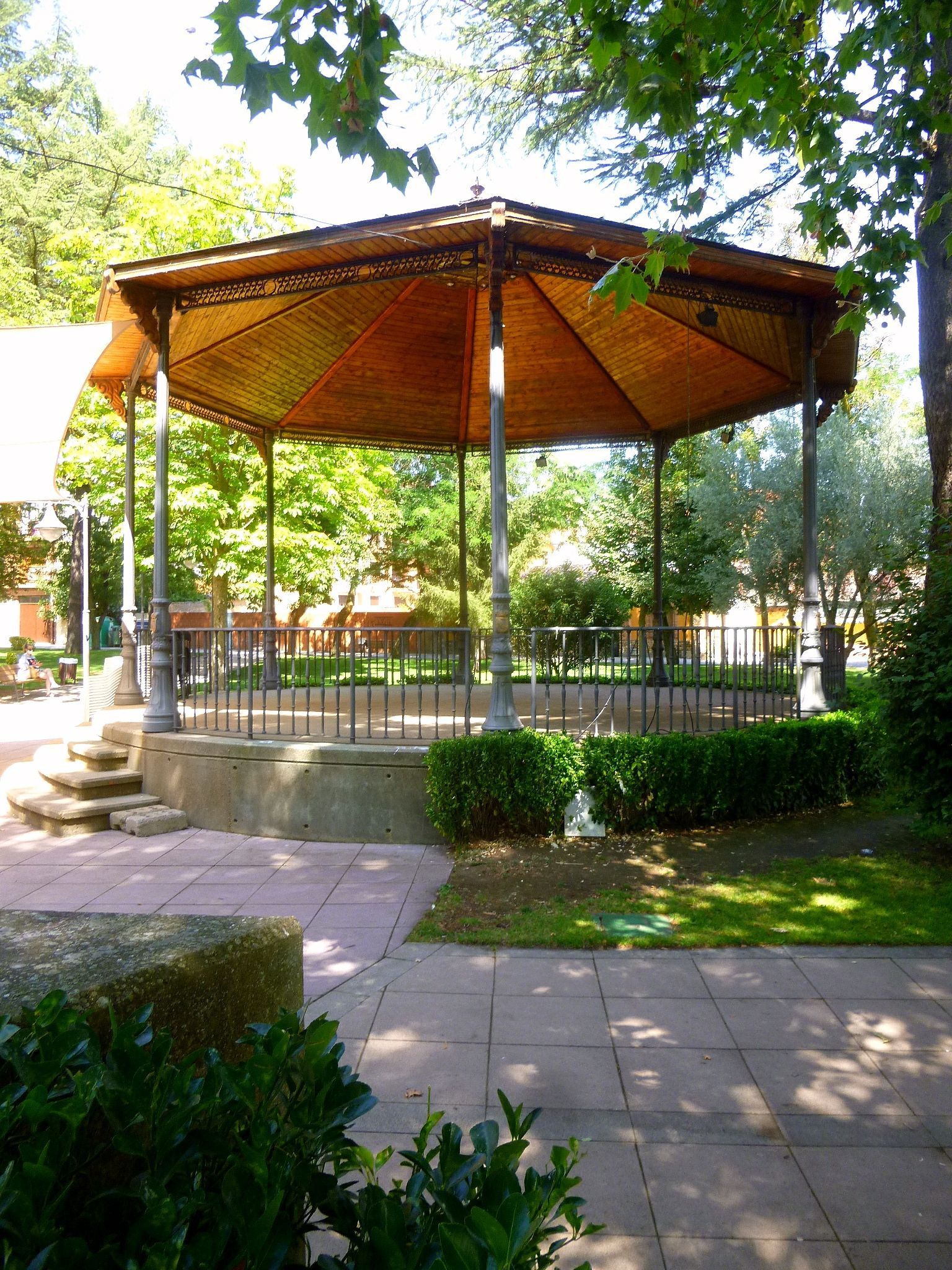
Kiosco del Parque Félix Rodríguez de la Fuente

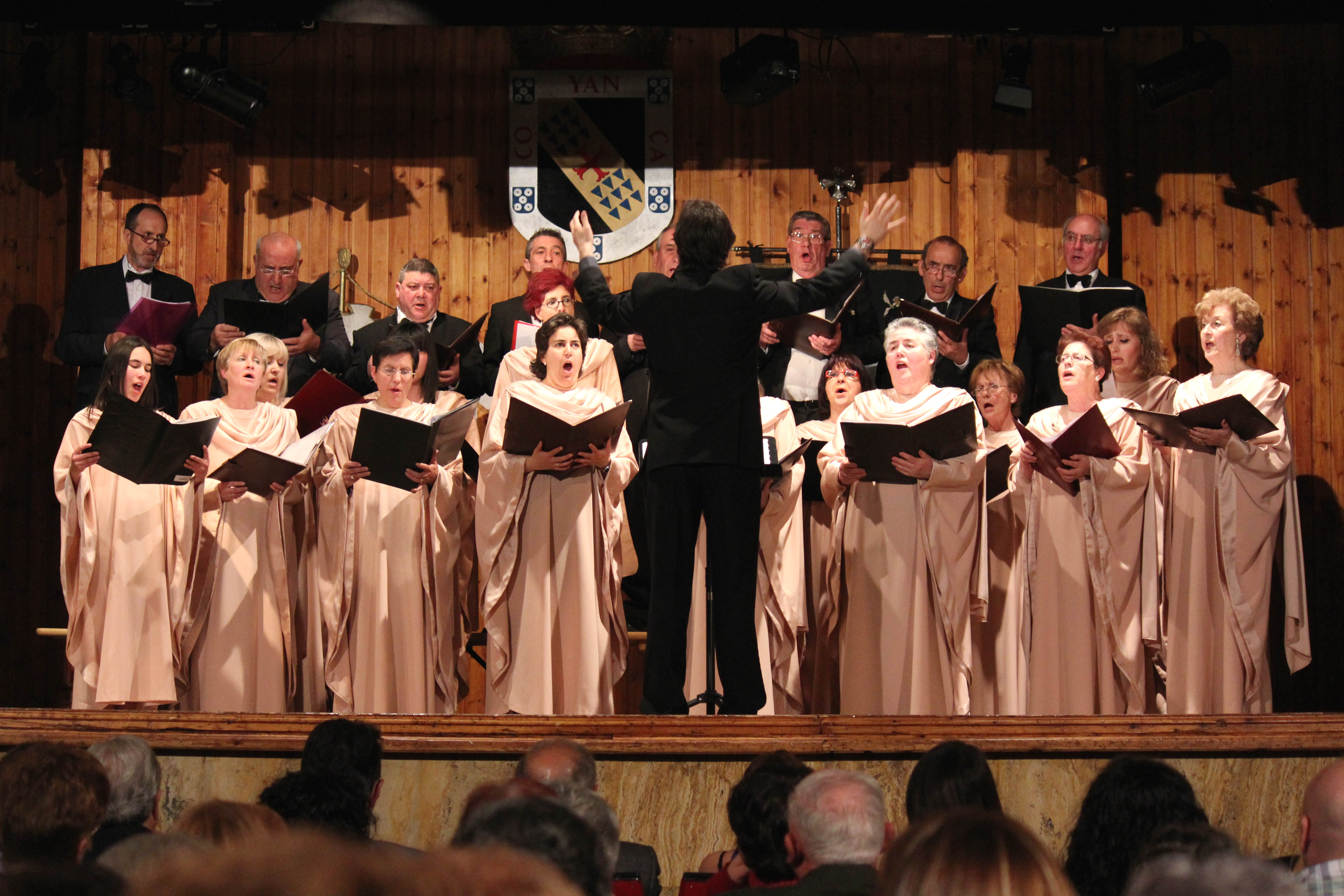
Actuación de la Coral Coyantina

### Centros públicos
- Pequecoyanza
- CP Bernardino Pérez
- IES Fernando I

### Centros privados
- El rincón del duende
- Escuela de educación infantil Pequecoyanza

### Otros centros educativos
Existieron en el pasado
- Colegio-seminario de los PP Agustinos
- Academia politécnica

### Enseñanzas musicales
- Escuela municipal de música y danza

## Cultura

### Patrimonio

#### Arquitectónico e ingenieril

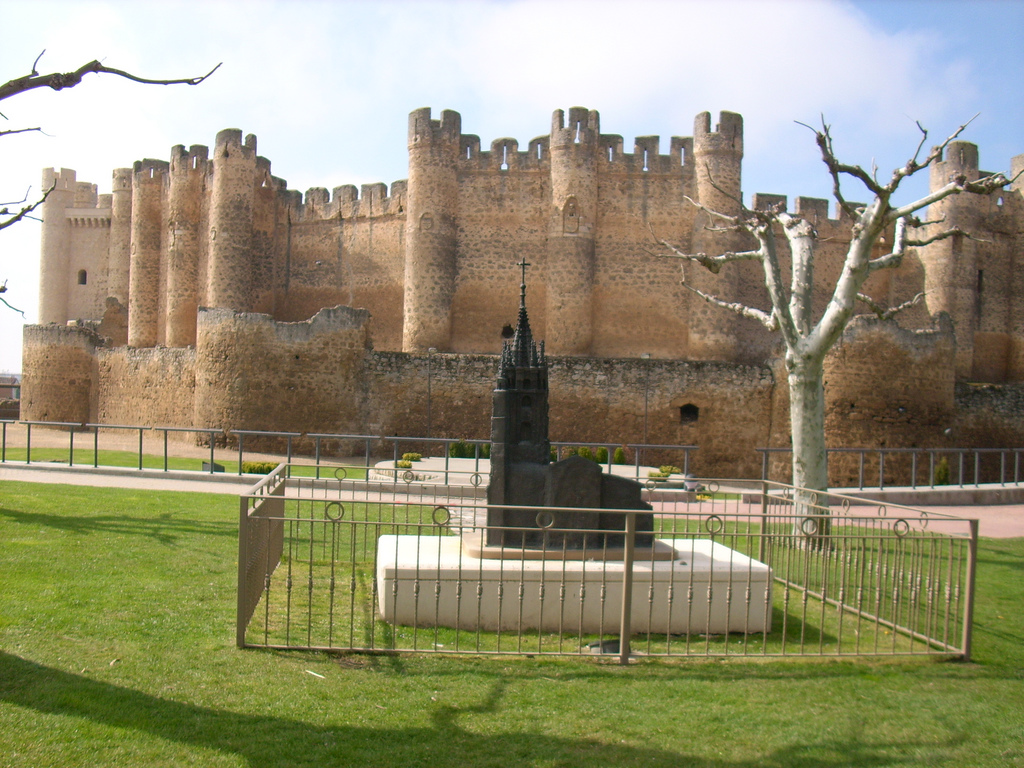
Vista Norte del castillo de Valencia de Don Juan

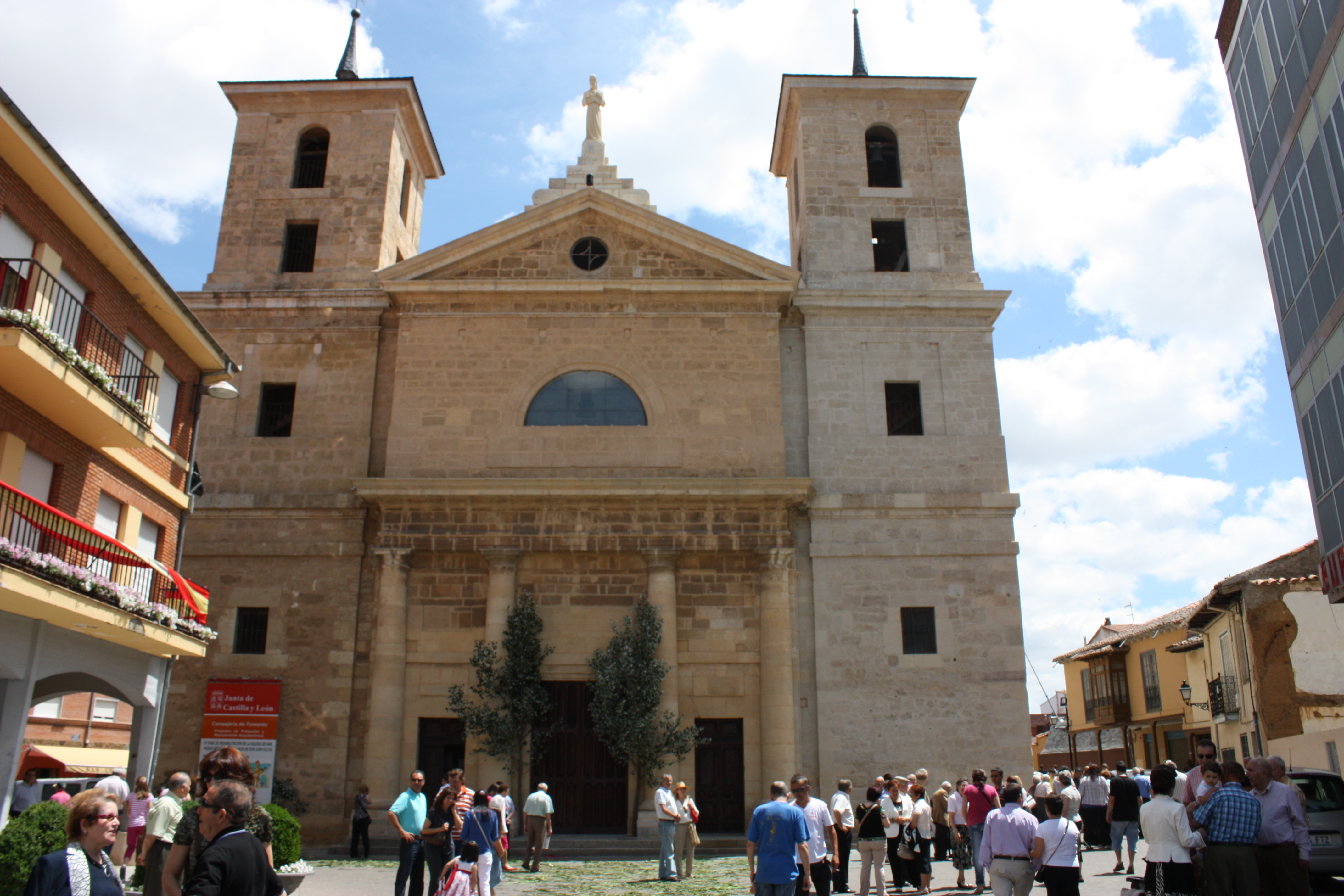
Iglesia de San Pedro, construida entre 1818 y 1876

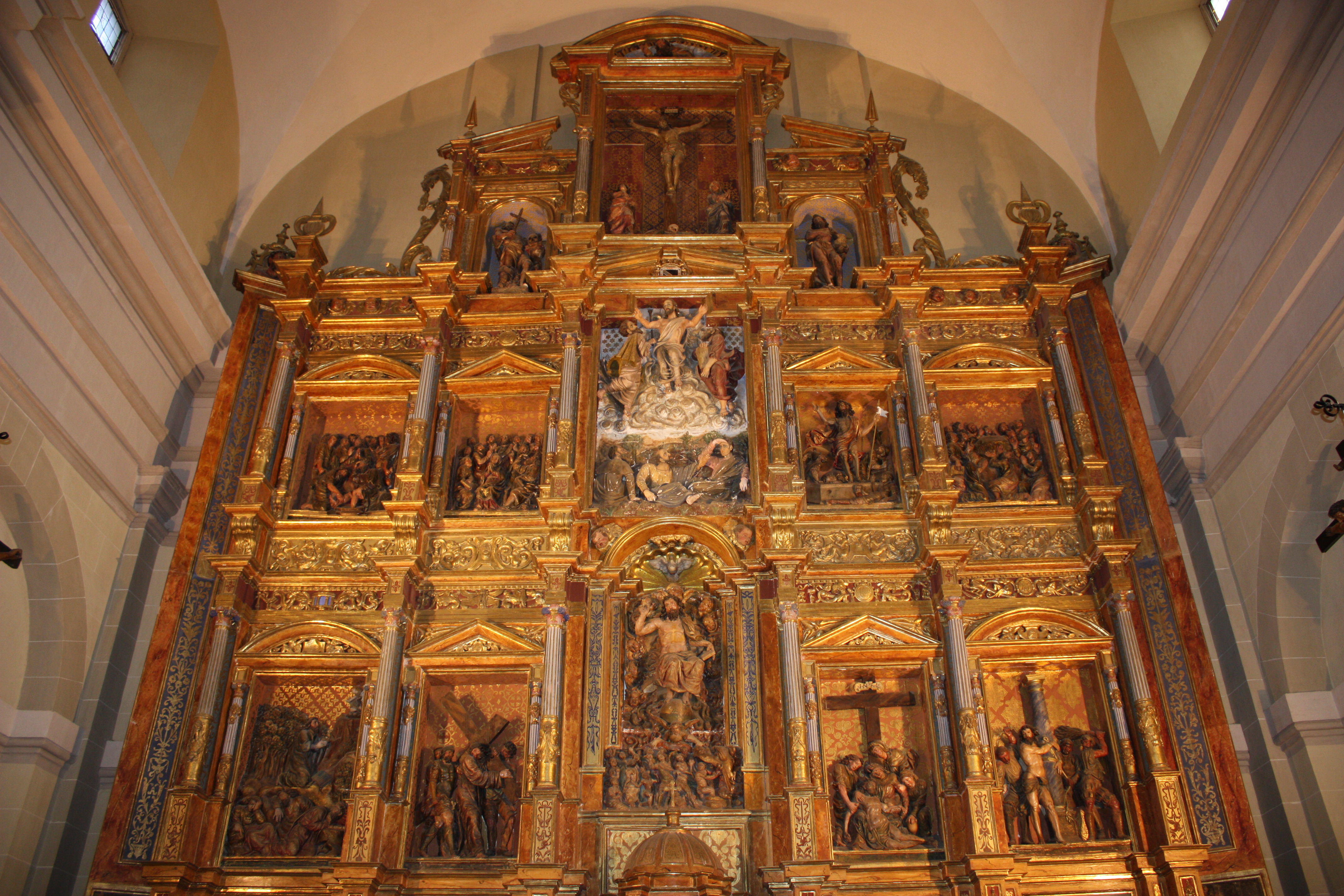
En 1543 se encargó este magnífico retablo dedicado al Salvador que en la actualidad se conserva en la parroquial de San Pedro Apóstol

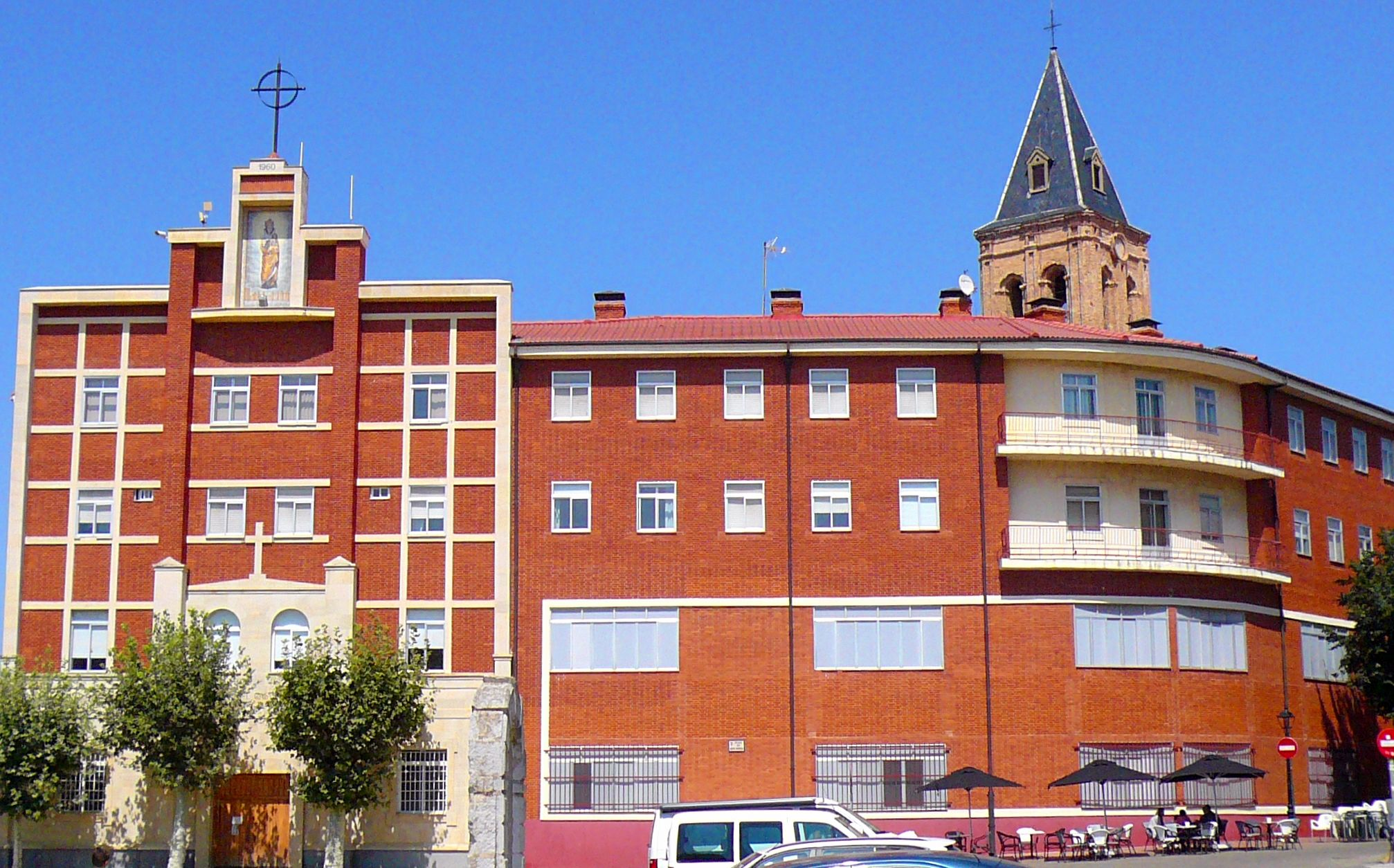
Antiguo Colegio de los PP Agustinos y torre de la Iglesia de Nuestra Señora del Castillo Viejo

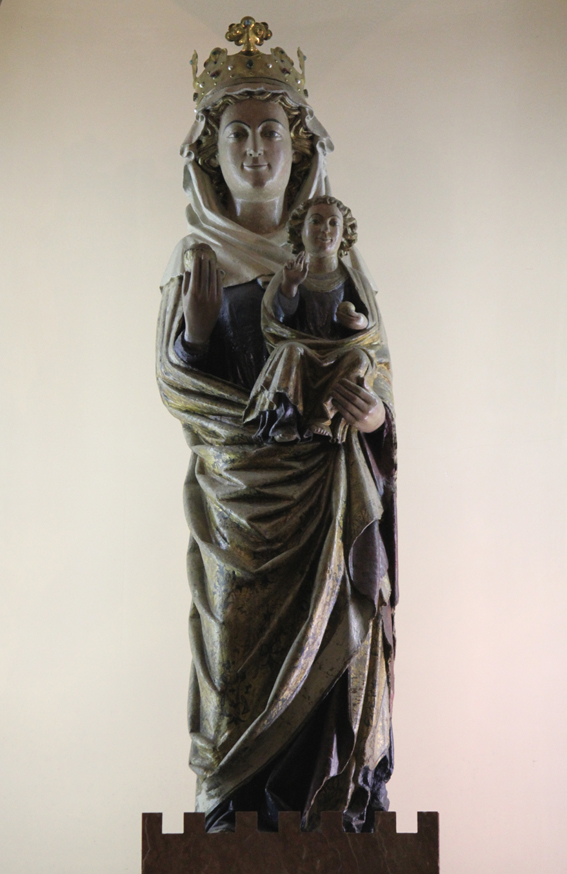
Virgen del Castillo Viejo, imagen gótica de tamaño natural en piedra policromada

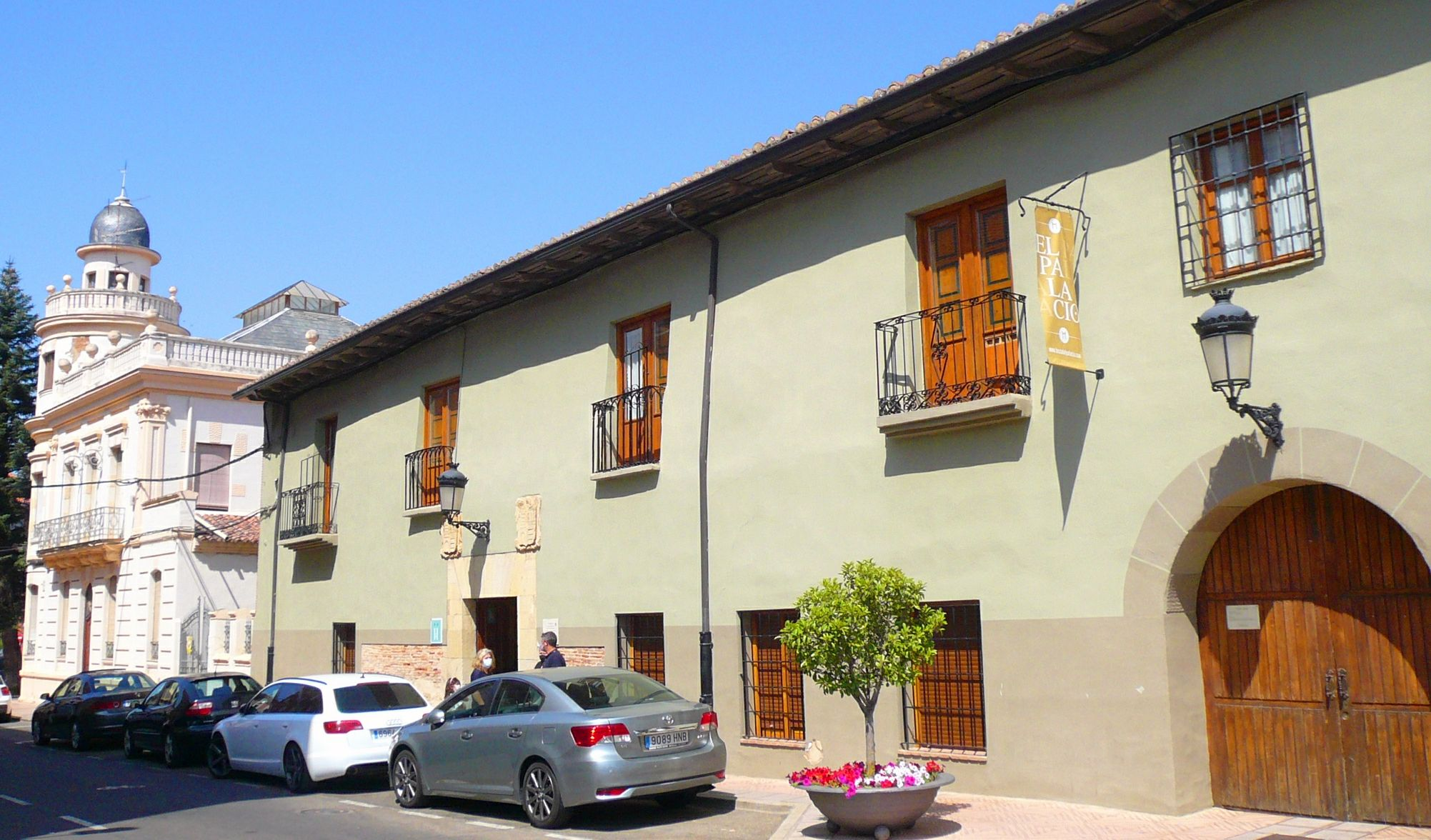
Palacio de los Valdés o de Ana Muñiz

- Castillo de Valencia de Don Juan, de estilo gótico militar (siglo XV)
- Casa del arco (calle Mayor, siglo XVI)
- Iglesia de Nuestra Señora del Castillo Viejo (siglo XVII)
- Palacio de los Valdés o de Ana Muñiz (siglo XVII)
- Iglesia parroquial de San Pedro Apóstol: de estilo neoclásico (siglo XIX)
- Molino de Las Puentes (siglo XIX)
- Puente del ingeniero José Eugenio Ribera[22] (1910)[23]
- Edificios ferroviarios (1915)

#### Escultura y relieves
Retablos
- Retablo dedicado al Salvador obra de Guillermo Doncel (siglo XVI)
- Retablo del Descendimiento obra de Martín Cabezas del Corral (siglo XVI)
- Retablo de Santa Marina (siglo XVII)

Imaginería
- Nuestra Señora del Castillo Viejo gótica en piedra policromada (siglo XIII), patrona de la ciudad.
- Bendito Cristo de Santa Marina talla flamenca (siglo XV), patrón de la ciudad.
- Santa Marina de la desaparecida iglesia de Santa Marina.
- Cristo Gótico de la desaparecida iglesia de San Juan.

Pasos de Semana Santa
- Jesús de Nazaret (el Nazareno)
- Nuestra Señora de los Dolores y Soledad (la Dolorosa)
- Jesús atado a la columna (la Flagelación)
- Bendito Cristo de Santa Marina (el Cristo)
- Virgen del Camino (la Piedad) obra de Víctor de los Ríos (1946)
- Santo Sepulcro (la Urna)
- Jesús de la Salvación (la Borriquita) obra de Manuel del Campo Escotet

Monumentos públicos
- Al rey Fernando I de León
- A la comarca
- A los donantes de sangre
- Al vino Prieto Picudo
- A la máquina de vapor

### Museos
- Museo del Castillo de Valencia de Don Juan
- MITLE (Museo de la Indumentaria Tradicional Leonesa)

### Espacios culturales
- Teatro Coyanza (desaparecido).
- Multicines Coyanza: cinematógrafo con aforo para 800 personas
- Casa de la Cultura: edificio polivalente construido entre 1983 y 1984
- Auditorio municipal Rodrigo A. de Santiago: construido aprovechando el foso del castillo

### Festividades y eventos
- Las fiestas patronales se celebran el 8 de septiembre (Virgen del Castillo Viejo) y el 14 de septiembre (Cristo de Santa Marina).
- Desde 1920 se celebra la Feria de Febrero, dedicada principalmente al sector agropecuario.
- El fin de semana anterior al Domingo de Ramos se celebra la Romería de San Lázaro, en la que destaca la tradición de correr la tortilla el domingo llamado de tortillero.
- Desde 1975 se celebra a primeros de agosto el Día de Asturias en Valencia de Don Juan, fiesta en honor del numeroso colectivo de asturianos que veranean en el municipio, en la que entre otros eventos, se reparte el bollo preñao.
- La Semana Santa es una festividad con gran devoción entre los coyantinos, que destaca también por la calidad de las imágenes que procesionan. Entre todos los actos destaca la Procesión del Santo Entierro celebrada en la noche del Viernes Santo.

### Gastronomía

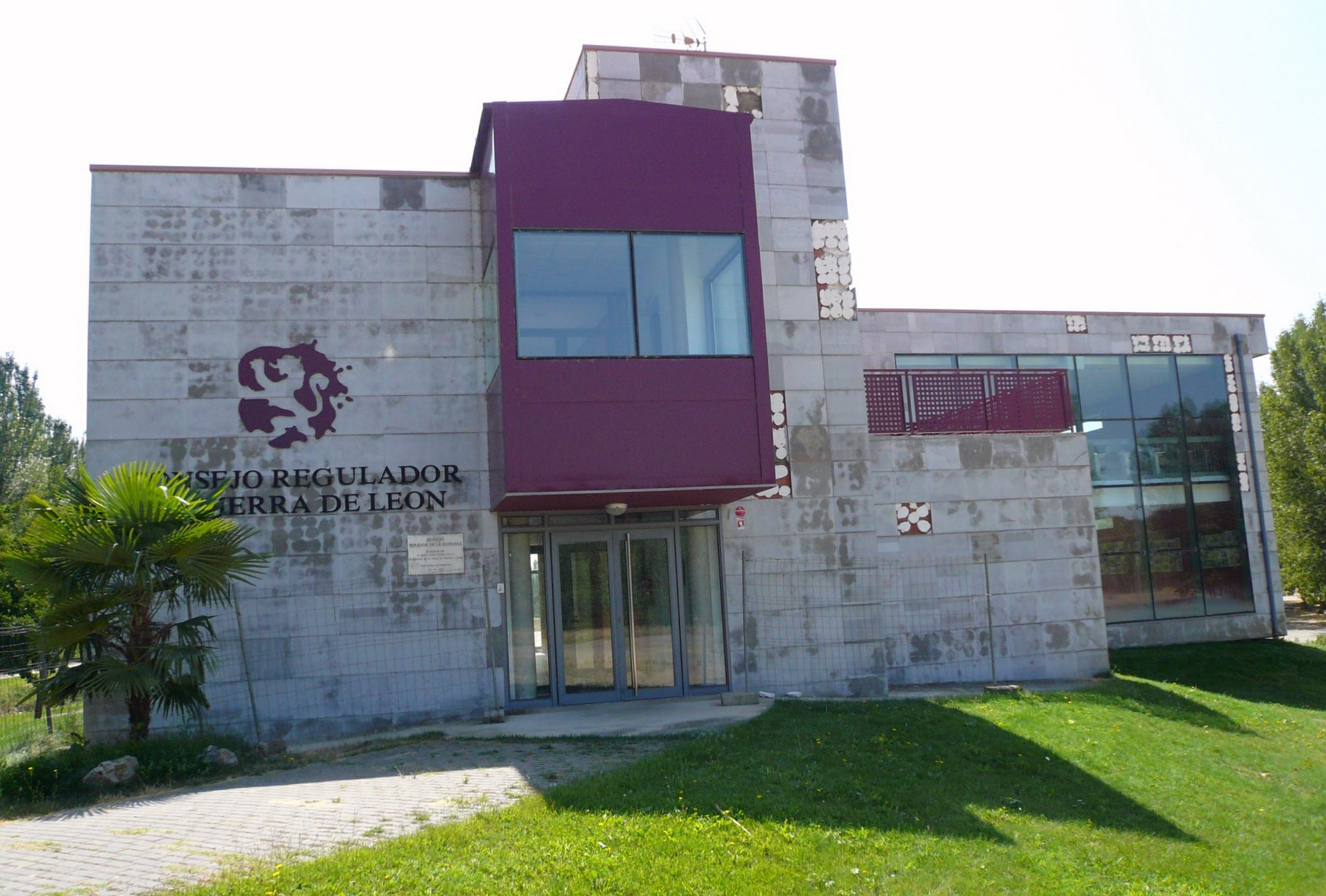
Edificio Mirador de la Condesa, sede del Consejo Regulador de la D.O. Tierra de León

Entre sus platos típicos destacan: el Bacalao a la Molinera (plato genuino de Coyanza), sopas de ajo, cocido, potaje, batallones (patatas guisadas con diferentes ingredientes: rabo de novillo, conejo, liebre, costilla de cerdo o bacalao curado), empedraos (batallón con arroz), lentejas, caldos, embutidos de la tierra, cordero asado en horno de sarmientos, pollo de corral, pichones estofados con pimientos de Fresno, palomino guisado con arroz, callos, mollejas, asadurilla de cordero..... Y tras esta gran variedad de platos, mención especial al queso: amanchegado, prensado y maduro; curado o semicurado, de oveja, de vaca o de mezcla..
En la zona destacan postres postres que incluyen diferentes dulces y licores o postres tradicionales como arroz con leche, natillas, flan de huevo, tocinillo de cielo, leche frita, torrijas con miel, buñuelos de viento (por los Santos), orejas (en Carnaval), rosquillas de pan o de Pascua, pastas de manteca, empiñonaos y almendraos.
Tiene una importante producción de hortalizas gracias a la ribera del Esla. Además, destaca en la producción de cereales y leguminosas con la lenteja pardina de Tierra de Campos, entre otras.
Por otro lado, en el sector vitivinícola destaca gracias a la producción de uva prieto picudo, muy importante en toda la comarca. Esto ha llevado a la erección de la D.O. Tierra de León, que cuenta con su sede en la ciudad. Los tipos de vinos amparados por la denominación de origen D.O. Tierra de León son blanco, tinto y rosado. Además del mencionado prieto picudo, también se utiliza en la producción de vinos la uva mencía.

### Deporte

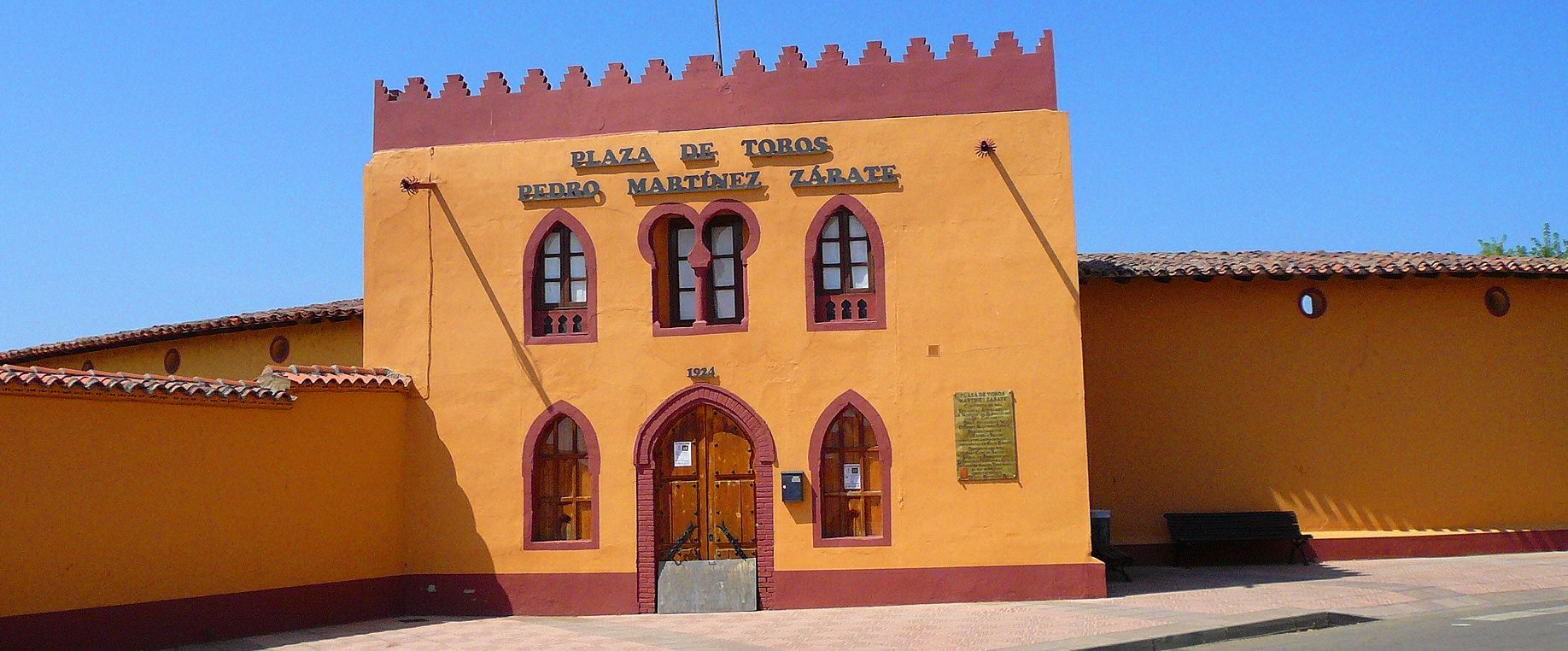
Plaza de Toros 'Pedro Martínez Zárate'.

Equipos más representativos de Valencia de Don Juan
| Equipo                 | Deporte | Categorías                                                                        | Estadio                                         | Creación |
| ---------------------- | ------- | --------------------------------------------------------------------------------- | ----------------------------------------------- | -------- |
| Club Deportivo Coyanza | Fútbol  | Aficionados, juvenil, cadete, infantil, alevín, benjamín, prebenjamín y debutante | Polideportivo municipal de Valencia de Don Juan | 2012     |

Equipos representativos y desaparecidos
| Equipo                  | Deporte    | Estadio                                         | Creación | Desaparición |
| ----------------------- | ---------- | ----------------------------------------------- | -------- | ------------ |
| Club de Fútbol Coyanza  | Fútbol     | Polideportivo municipal de Valencia de Don Juan | 1970     | 1989         |
| Coyanza Club de Fútbol  | Fútbol     | Polideportivo municipal de Valencia de Don Juan | 1995     | 2008         |
| Club Deportivo Leonsur  | Fútbol     | Polideportivo municipal de Valencia de Don Juan | 2010     | 2014         |
| Club Baloncesto Coyanza | Baloncesto | Pabellón municipal Vicente López                |          |              |

También el Ayuntamiento cuenta con una escuela municipal de deportes donde dan cabida a los niños de la localidad pudiendo participar en varios deportes.
Cabe señalar que en la década de los años 80 el equipo de fútbol local, el CF Coyanza. Estuvo durante cuatro temporadas consecutivas en la tercera división de España.
Instalaciones deportivas
- Complejo polideportivo municipal: cuenta con campos de fútbol, canchas de tenis, piscinas lúdicas, olímpica e infantil, zona de juegos infantiles, amplias zonas verdes y mesas donde comer, así como servicio de bar y restaurante. En verano sus instalaciones son un importante atractivo para la comarca, con más de 200 000 visitas[24]
- Piscina cubierta: al estar climatizada, se usa en los meses de frío, ofreciendo múltiples actividades a los vecinos.
- Frontón municipal Vicente López: este recinto acoge, entre otros eventos, las ligas de frontenis.

## Ciudades hermanadas
La localidad de Valencia de Don Juan participa en la iniciativa de hermanamiento de ciudades promovida, entre otras instituciones, por la Unión Europea. A partir de esta iniciativa se han establecido lazos con las siguientes localidades:
|                   | País   |  | Región                 |  | Localidad |
| Bandera de España | España |  | Principado de Asturias |  | Oviedo    |
| ----------------- | ------ |  | ---------------------- |  | --------- |